# Hammerbrücke
Hammerbrücke ist Ortsteil der Gemeinde Muldenhammer im sächsischen Vogtlandkreis.

## Geographie

### Geographische Lage
Hammerbrücke liegt zwischen Klingenthal im Süden und Auerbach im Norden. Der Ort befindet sich im Südosten des sächsischen Teils des historischen Vogtlands, gehört jedoch bezüglich des Naturraums aufgrund seiner Lage im Tal der Zwickauer Mulde bereits zum Westerzgebirge. Die gesamte Ortsflur liegt im Naturpark Erzgebirge/Vogtland.

### Nachbarorte
| Falkenstein/Vogtl. |                                             | Beerheide      |
| Grünbach           | Kompassrose, die auf Nachbargemeinden zeigt | Friedrichsgrün |
|                    | Muldenberg                                  |                |

## Geschichte
Der Ort geht auf eine um das Jahr 1600 erwähnte Brücke an einem Eisenhammer zurück. Der Grund und Boden gehörte später den Herren von Trützschler auf Falkenstein und Oberlauterbach. Leutnant August Ferdinand von Trützschler verkaufte im dortigen Waldgebiet 1791/92 mehrere Grundstücke an bauwillige Bewohner der Nachbarschaft, wodurch eine Siedlung entstand, zu der Ende des 18. Jahrhunderts eine Glashütte und eine Silberzeche hinzukamen. Hammerbrücke und Friedrichsgrün gehörten bis ins 19. Jahrhundert zum Amt Plauen.
Im Jahre 1892 wurde die Häusergruppe Rißbrücke (mundartlich: „risbrig“) ein Ortsteil von Hammerbrücke.
Am 1. Februar 1936 erfolgte die Vereinigung von Hammerbrücke und Friedrichsgrün.
Am 1. Oktober 2009 schlossen sich Hammerbrücke sowie die Orte Morgenröthe-Rautenkranz und Tannenbergsthal zur neuen Einheitsgemeinde Muldenhammer zusammen.
| Wahl                           | Bürgermeister | Vorschlag | Wahlergebnis (in %) |
| ------------------------------ | ------------- | --------- | ------------------- |
| Auflösung (siehe Muldenhammer) |               |           |                     |
| 2008                           | Georg Ludwig  | CDU       | 98,4                |
| 2001                           | Georg Ludwig  | CDU       | 99,3                |

Entwicklung der Einwohnerzahl (31. Dezember):
| - 1910: 1119 - 1971: 1771 - 1998: 1508 - 1999: 1503 | - 2000: 1485 - 2001: 1461 - 2002: 1441 - 2003: 1418 | - 2004: 1416 - 2007: 1350 - 2014: 1279 |

1910 war Hammerbrücke unter den 69 Kommunen der Amtshauptmannschaft Auerbach auf Rang 29 der Einwohnerstatistik.

## Verkehr
Hammerbrücke wird von zwei TaktBus-Linien des Verkehrsverbunds Vogtland bedient: Die Linie 22 verkehrt nach Schöneck und Morgenröthe-Rautenkranz, während die Linie 23 nach Falkenstein, Grünbach und Schneckenstein führt. Mit beiden Linien wird außerdem Muldenberg und Tannenbergsthal erreicht.
Die Bahnstrecke Chemnitz–Aue–Adorf (CA-Linie), die durch Hammerbrücke führt, wurde 1875 eröffnet. Mit dem Bau der Talsperre Eibenstock wurde diese Strecke unterbrochen und der durchgehende Verkehr am 27. September 1975 eingestellt. Im verbliebenen Abschnitt Muldenberg–Schönheide Süd (Wilzschhaus)–Schönheide Ost der CA-Linie wurde der Personenverkehr in Abschnitten zwischen 1979 und 1982 eingestellt, Güterverkehr wurde noch bis 1996 betrieben. Nach dem Ausbau einer Weichenverbindung in Muldenberg Ende der 1990er Jahre hat die Strecke keine Verbindung mehr zum übrigen Netz der DB und ist quasi eine Inselstrecke. Seit 2008 betreibt der Förderverein Historische Westsächsische Eisenbahnen einen Touristik- und Ausflugsverkehr mit einer Motordraisine zwischen Schönheide Süd und Hammerbrücke. Im Jahr 2017 wurde der Bahnsteig barrierenfrei umgebaut.

Galerie
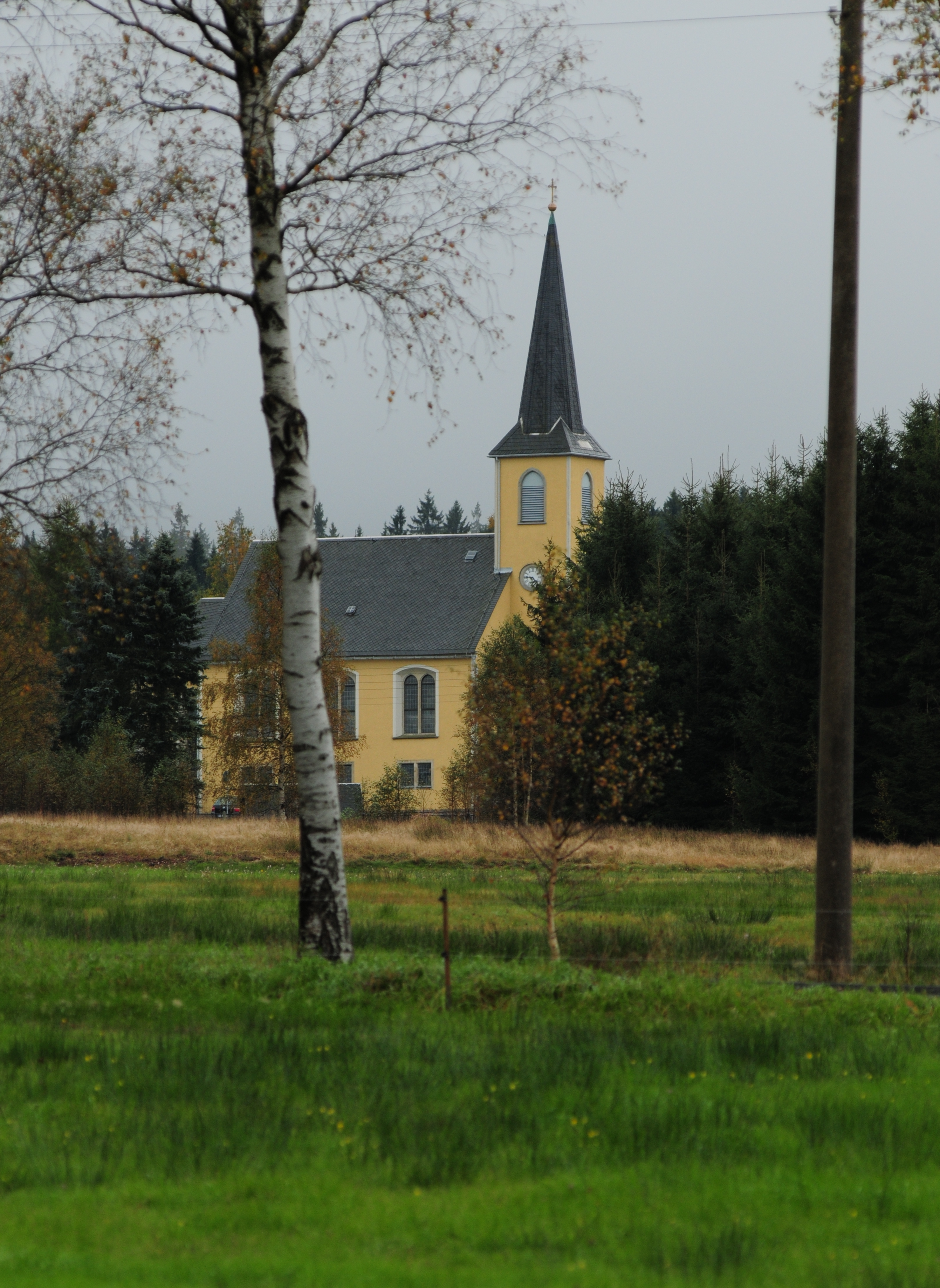
Emmauskirche
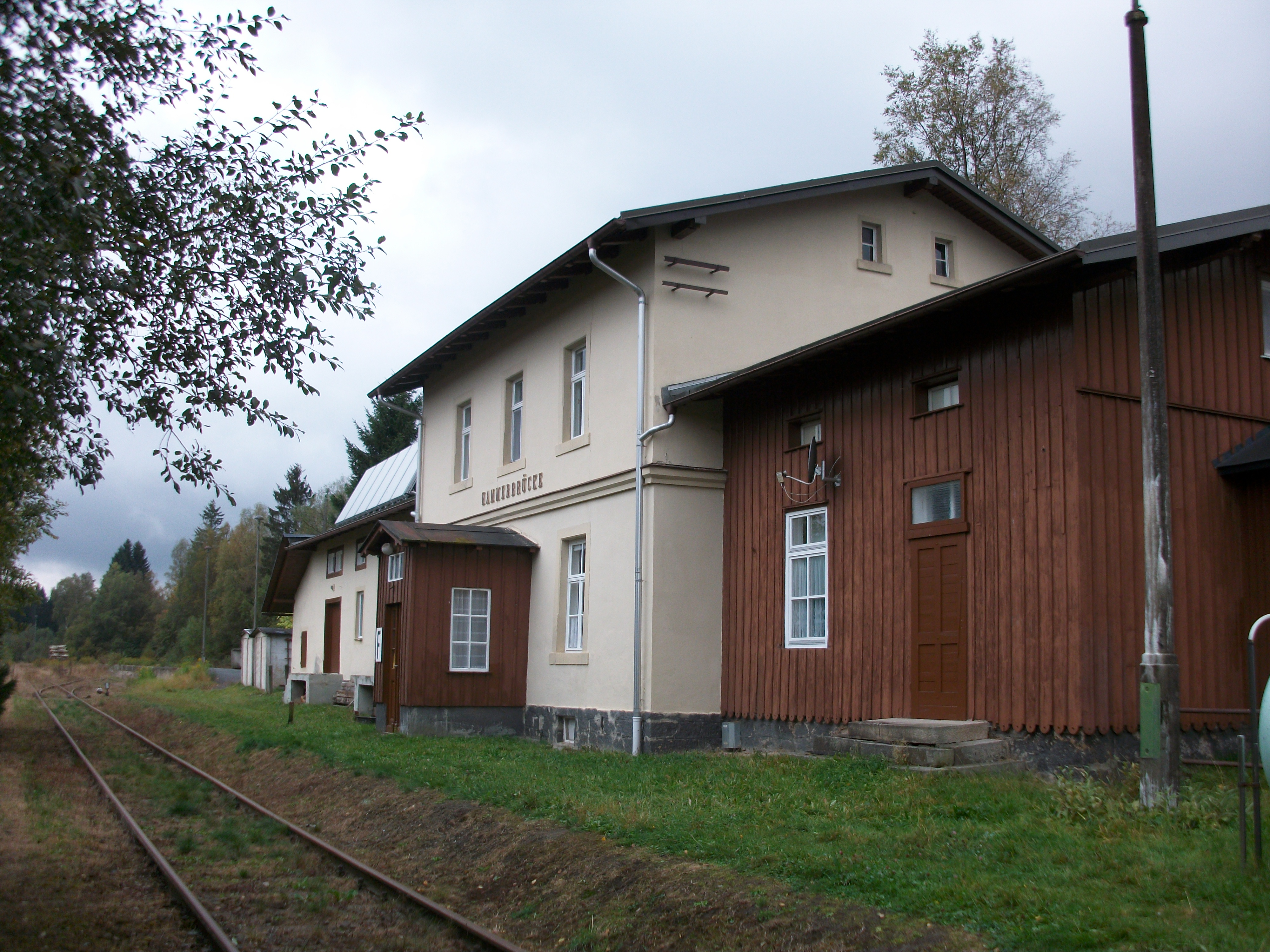
Bahnhof Hammerbrücke, Gleisansicht (2016)
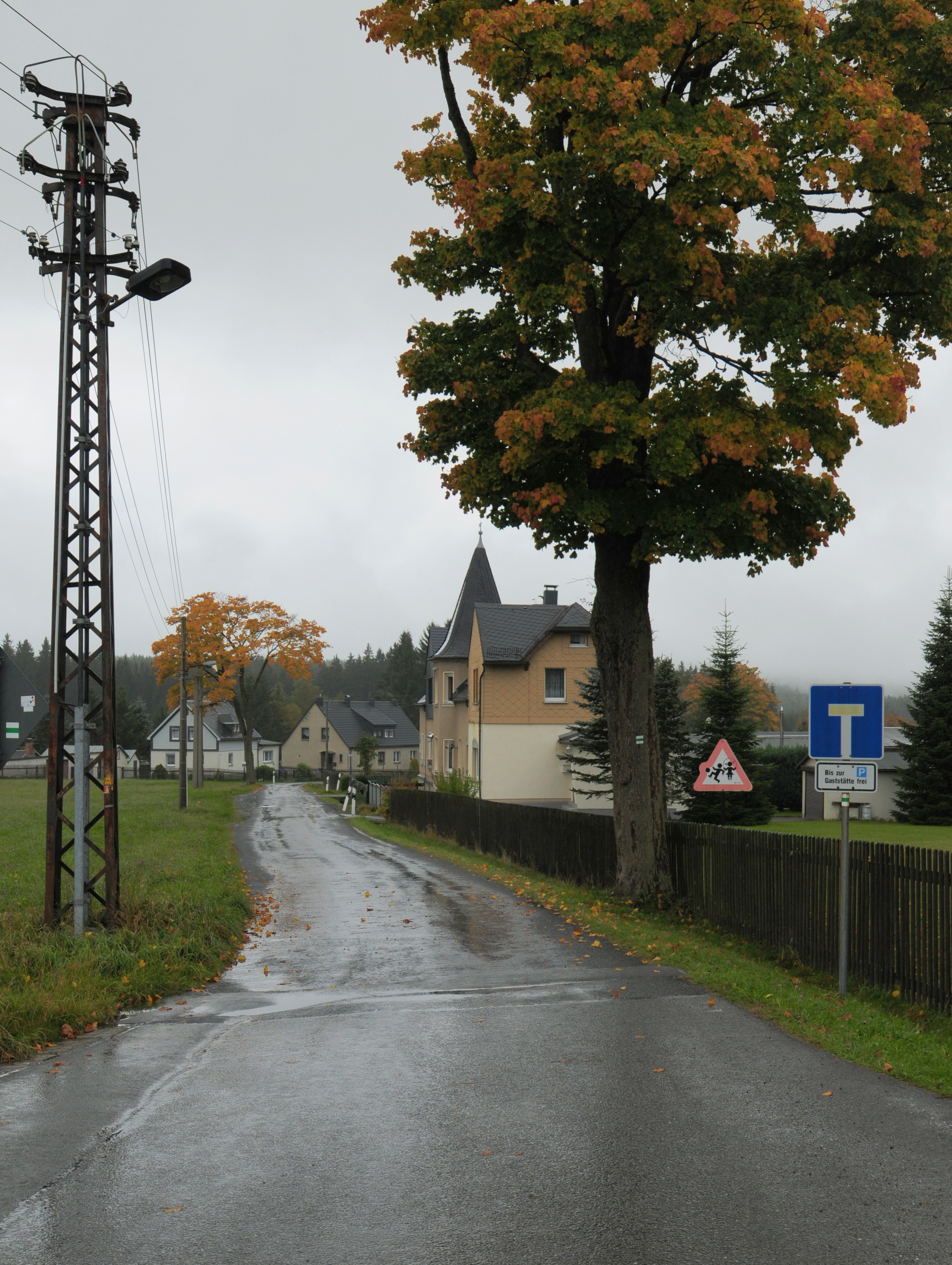
Ortsbereich Rissbrücke
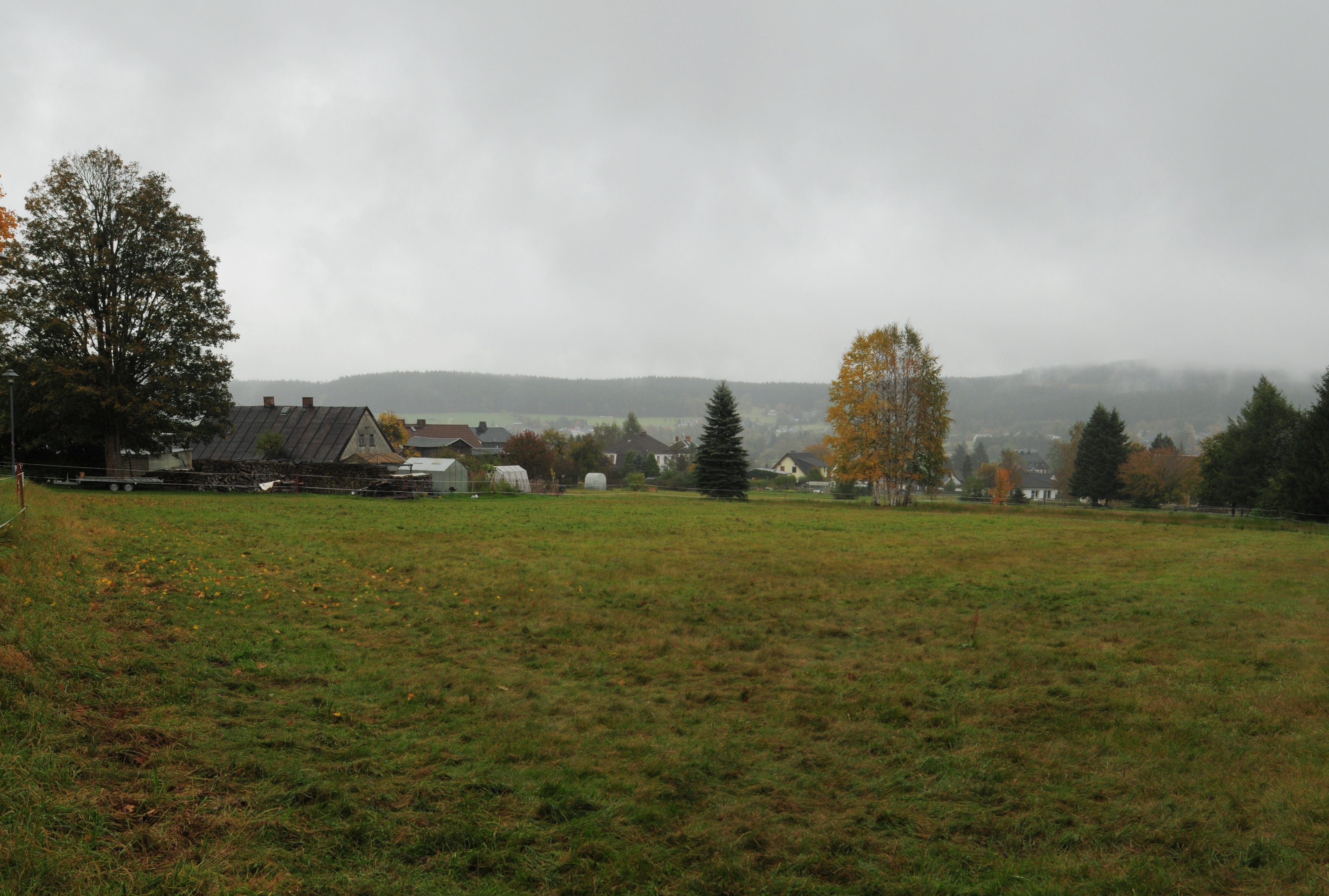
Blick auf Hammerbrücke von der Grünbacher Straße

## Persönlichkeiten
- Victor Fernbacher (1832–1906), evangelisch-lutherischer Pfarrer und Autor
- Walter Grünberg (1906–1943), Archäologe, Prähistoriker und Museumsleiter
- Mark Schlott (* 1985), Nordischer Kombinierer